# Кларинда (Айова)
Кларинда (англ. Clarinda) — город в США, административный центр округа Пейдж штата Айова. Население — 5369 человек (2020).

## География
Кларинда расположена по координатам 40°44′16″ с. ш. 95°02′03″ з. д. (40.737706, -95.034163). По данным Бюро переписи населения США в 2010 году город имел площадь 13,52 км², из которых 13,43 км² — суша и 0,09 км² — водоёмы.

## Демография
| Год переписи | Нас. |  | %±     |
| ------------ | ---- |  | ------ |
| 1860         | 427  |  | —      |
| 1870         | 1022 |  | 139,3% |
| 1880         | 2011 |  | 96,8%  |
| 1890         | 3262 |  | 62,2%  |
| 1900         | 3276 |  | 0,4%   |
| 1910         | 3832 |  | 17%    |
| 1920         | 4511 |  | 17,7%  |
| 1930         | 4962 |  | 10%    |
| 1940         | 4905 |  | −1,1%  |
| 1950         | 5086 |  | 3,7%   |
| 1960         | 5901 |  | 16%    |
| 1970         | 5420 |  | −8,2%  |
| 1980         | 5458 |  | 0,7%   |
| 1990         | 5104 |  | −6,5%  |
| 2000         | 5690 |  | 11,5%  |
| 2010         | 5572 |  | −2,1%  |
| 2020         | 5369 |  | −3,6%  |

Согласно переписи 2010 года, в городе проживало 5572 человека в 1928 домохозяйствах в составе 1153 семей. Плотность населения составляла 412 человек/км². Было 2180 квартир (161/км²).
Расовый состав населения:
| - 89,2 % — белых - 5,6 % — чёрных или афроамериканцев - 1,5 % — азиатов - 1,1 % — коренных американцев - 0,1 % — выходцев из тихоокеанских островов |

К двум или более расам принадлежало 1,7 %. Доля испаноязычных составляла 3,2 % всего населения.
По возрастному диапазону население распределялось следующим образом: 21,1 % — лица младше 18 лет, 60,9 % — лица в возрасте 18-64 лет, 18,0 % — лица в возрасте 65 лет и старше. Медиана возраста жителя составляла 40 лет. На 100 человек женского пола в городе приходилось 136,1 мужчин; на 100 женщин в возрасте от 18 лет и старше — 137,7 мужчин также старше 18 лет.
Средний доход на одно домашнее хозяйство составил 54 636 долларов США (медиана — 42 551), а средний доход на одну семью — 68 413 доллара (медиана — 62 656). Медиана доходов составила 45 959 долларов для мужчин и 36 808 долларов для женщин. За чертой бедности находилось 14,9 % лиц, в том числе 16,2 % детей в возрасте до 18 лет и 15,9 % лиц в возрасте 65 лет и старше.
Гражданское трудоустроенное население составляло 2273 человека. Основные области занятости: образование, здравоохранение и социальная помощь — 32,5 %, производство — 20,2 %, розничная торговля — 13,0 %, строительство — 6,2 %.

## Известные уроженцы
- Гленн Миллер (англ. Glenn Miller; 1904—1944) — американский тромбонист, аранжировщик, лидер биг-бендов (конец 30-х — начало 40-х годов).